# Altered Carbon
Altered Carbon (w Polsce znany jest również pod tytułem Modyfikowany węgiel) – amerykański serial telewizyjny wyprodukowany przez Virago Productions, Mythology Entertainment, Phoenix Pictures oraz Skydance Television, będący luźną adaptacją powieści Modyfikowany węgiel autorstwa Richarda Morgana.
Wszystkie odcinki pierwszej serii zostały udostępnione 2 lutego 2018 roku na platformie internetowej Netflix.

## Fabuła
Akcja serialu dzieje się w dalekiej przyszłości, w której ludzie pokonali śmierć poprzez wszczepianie w mózg implantów przechowujących umysł człowieka. Ludzie zmieniają jedynie ciała poprzez przenoszenie implantu, a prawdziwą śmierć powoduje jedynie zniszczenie implantu. Serial skupia się na postaci Takeshiego Kovacsa, elitarnego najemnika, który zostaje ożywiony przez bogacza, Laurensa Bancrofta. Kovacs musi rozwiązać zagadkę, kto zamordował Bancrofta, gdyż jego kopia nie pamięta 48 godzin przed śmiercią.

## Obsada

### Główna
- Joel Kinnaman jako Takeshi Kovacs[3]
- James Purefoy jako Laurens Bancroft[4]
- Martha Higareda jako Kristin Ortega[4]
- Chris Conner jako Edgar Poe[5]
- Dichen Lachman jako Reileen Kawahara[4]
- Ato Essandoh jako Vernon Elliot[5]
- Kristin Lehman jako Miriam Bancroft[6]
- Trieu Tran jako Mister Leung[7]
- Renée Elise Goldsberry jako Quellcrist Falconer[8]

### Role drugoplanowe
- Byron Mann jako O.G. Kovacs/Dimitri Kadmin[9]
- Waleed Zuaiter jako Samir Abboud
- Antonio Marziale jako Isaac Bancroft
- Olga Fonda jako Sarah
- Daniel Berhardt jako Jaeger
- Tahmoh Penikett jako Dimitri Kadmin
- Zahf Paroo jako Curtis
- Morgan Gao jako młody Tak
- Riley Lai Nelet jako młody Reileen
- Lisa Chandler jako Mary Lou Henchy
- Tamara Taylor jako Oumou Prescott[10]
- Stephanie Cleough jako Alice ("Anemone")
- Marlene Forte jako Alazne Ortega[7]
- Teach Grant jako Jimmy DeSoto
- Hiro Kanagawa jako kapitan Tanaka
- Hayley Law jako Lizzie Elliot
- Sean Amsing jako Gus
- Maddie Dixon-Poirier jako Little Girl
- Andre Tricoteux jako The Mongol
- Anna Van Hooft jako Clarissa Severin
- Michael Eklund jako Dimi 2
- Chris McNally jako Sergei Brevlov
- Fiona Vroom jako Sandy Kim
- Will Yun Lee jako Stronghold Kovacs
- Matt Biedel jako Gangbanger/Abuela/Dimitri Kadmin
- Adam Busch jako Mickey[11]
- Alika Autran jako Okulov
- Katie Stuart jako Vidaura
- Garfield Wilson jako Gomez
- Matt Frewer jako Carnage
- Arnold Pinnock jako Hemingway
- Cliff Chamberlain jako Ava Elliot

## Lista odcinków
| Seria | Seria | Odcinki | Oryginalna i polska premiera w Netflix | Oryginalna i polska premiera w Netflix |
| Seria | Seria | Odcinki | Premiera sezonu                        | Finał sezonu                           |
| ----- | ----- | ------- | -------------------------------------- | -------------------------------------- |
|       | 1     | 10      | 2 lutego 2018                          | 2 lutego 2018                          |
|       | 2     | 8       | 27 lutego 2020                         | 27 lutego 2020                         |

## Sezon 1 (2018)
| Nr | Tytuł             | Polski tytuł            | Reżyseria        | Scenariusz                      | Premiera (Netflix) | Premiera w Polsce (Netflix Polska) |
| -- | ----------------- | ----------------------- | ---------------- | ------------------------------- | ------------------ | ---------------------------------- |
| 1  | Out of the Past   | Człowiek z przeszłością | Miguel Sapochnik | Laeta Kalogridis                | 2 lutego 2018      | 2 lutego 2018                      |
| 2  | Fallen Angel      | Upadły anioł            | Nick Hurran      | Steve Blackman                  | 2 lutego 2018      | 2 lutego 2018                      |
| 3  | In a Lonely Place | Pustka                  | Nick Hurran      | Brian Nelson                    | 2 lutego 2018      | 2 lutego 2018                      |
| 4  | Force of Evil     | Siła zła                | Alex Graves      | Russel Friend & Garrett Lerner  | 2 lutego 2018      | 2 lutego 2018                      |
| 5  | The Wrong Man     | Niewłaściwy człowiek    | Uta Briesewitz   | Nevin Densham                   | 2 lutego 2018      | 2 lutego 2018                      |
| 6  | Man with My Face  | Znajoma twarz           | Alex Graves      | Steve Blackman                  | 2 lutego 2018      | 2 lutego 2018                      |
| 7  | Nora Inu          | Zbłąkany pies           | Andy Goddard     | Nevin Densham, Casey Fisher     | 2 lutego 2018      | 2 lutego 2018                      |
| 8  | Clash by Night    | Na krawędzi             | Uta Briesewitz   | Brian Nelson                    | 2 lutego 2018      | 2 lutego 2018                      |
| 9  | Rage in Heaven    | Podniebna apokalipsa    | Peter Hoar       | Russel Friend, Garrett Lerner   | 2 lutego 2018      | 2 lutego 2018                      |
| 10 | The Killers       | Zabójcy                 | Peter Hoar       | Laeta Kalogridis, Nevin Densham | 2 lutego 2018      | 2 lutego 2018                      |

## Produkcja
21 stycznia 2016 roku platforma Netflix zamówiła pierwszą serię dramatu.
W maju 2016 roku poinformowano, że główną rolę zagra Joel Kinnaman. W połowie lipca 2016 roku Renée Elise Goldsberry dołączyła do obsady. W sierpniu 2016 roku ogłoszono, że do serialu dołączyli: James Purefoy jako Laurens Bancroft, Martha Higareda jako Kristin Ortega i Dichen Lachman jako Reileen Kawahara. W kolejnym miesiącu obsada powiększyła się o Chrisa Connera, Ato Essandoha, Trieu Trana oraz Marlene Forte. W listopadzie 2016 roku poinformowano, że Byron Mann i Kristin Lehman otrzymali rolę: O.G. Kovacs/Dimitria Kadmina i Miriama Bancrofta. W lutym 2017 roku ogłoszono, że w serialu zagra Tamara Taylor. Pod koniec marca 2017 roku poinformowano, że Adam Busch otrzymał rolę Mickeya.
22 lutego 2019 roku platforma Netflix przedłużyła serial o drugi sezon.

## Nagrody

### Złote Szpule
2019
- Złota Szpula – Najlepszy montaż dźwięku w 'długim' programie telewizyjnym – efekty i imitacje dźwiękowe  – za odcinek “Out of the Past”[25]